# Ludowy Zespół Artystyczny „Płońsk”
Ludowy Zespół Artystyczny „Płońsk” – zespół artystyczny odwołujący się do tradycji polskiej muzyki i tańca ludowego.

## Historia
Zespół powstał w MCK w Płońsku, w listopadzie 1998 roku. Założycielem i kierownikiem zespołu jest Artur Kuciński. W skład zespołu wchodzą dwie grupy taneczne: dziecięca i młodzieżowa, grupa wokalna i 6-osobowa kapela ludowa z tradycyjnymi instrumentami ludowymi. W swoim repertuarze grupa posiada tańce narodowe, suity regionalne: lubelską, opoczyńską, tańce górali Beskidu Śląskiego oraz polki płońskie. Zespół był wielokrotnie zapraszany do udziału w różnych imprezach, konkursach i przeglądach o zasięgu ogólnopolskim i międzynarodowym.
Koncerty zagraniczne:
- Niemcy (2002),
- Chorwacja (2005),
- Serbia i Turcja (2006),
- Włochy i Turcja (2007),
- Portugalia (2008),
- Sardynia-Włochy (2009),
- Izrael (2010),

## Nagrody
Otrzymał nagrody m.in. na:
- Wojewódzkim Przeglądzie Amatorskich Zespołów Tanecznych w Warszawie (2001, 2005 2006 i 2007 r.)
- Ogólnopolskim Festiwalu Tańca „Wirujący Krąg” w Ostrowi Mazowieckiej (2001, 2003, 2005 i 2006 r.)

oraz
- II miejsce na I Ogólnopolskim Festiwalu Tańca Malbork 2002,
- I miejsca na Ogólnopolskim Konkursie Tańca „PRZYTUP” w Płońsku (2003, 2004, 2005, 2006 i 2007 r.)
- I miejsce na I Mazowieckim Przeglądzie Zespołów Folklorystycznych - Radom 2007

## Kierownictwo
- Kierownik Zespołu i choreograf: Artur Kuciński
- Kierownik Kapeli: Jerzy Szpojankowski